# 53-й гвардійський винищувальний авіаційний полк (СРСР)
53-й гварді́йський вини́щувальний Сталінгра́дський ордені́в Ле́ніна і Олекса́ндра Не́вського авіаці́йний полк — військова частина військово-повітряних сил Червоної Армії періоду Другої Світової війни.

## Бойовий шлях
Сформований до жовтня 1941 року як 512-й винищувальний авіаційний полк. На озброєнні мав винищувачі ЛаГГ-3.
З 7 жовтня 1941 діяв у складі 14-ї змішаної авіаційної дивізії Південно-Західного фронту. Полк прикривав з повітря бойові дії 38-ї армії під час оборони Києва.
З 6 березня по травень 1942 року входив до складу маневрової авіаційної групи фронту.
У червні 1942 року увійшов до складу ВПС 38-ї армії, проте незабаром увійшов до складу 268-ї винищувальної авіаційної дивізії. Тоді на озброєння полку стали надходити винищувачі Як-1.
Від 30 липня 1943 року й до кінця війни — у складі 220-ї винищувальної авіаційної дивізії (1-ї гвардійської винищувальної авіаційної дивізії).
Авіатори полку брали найактивнішу участь у Сталінградській битві.
Наказом НКО СРСР № 54 від 3 лютого 1943 року та Директивою штабу ВПС РСЧА № 511836 від 7/11.02.43 року полк переформовано у 53-й гвардійський винищувальний авіаційний полк.
На озброєнні полку перебували винищувачі Як-1, Як-9, а з літа 1944 року — P-39.
По закінченні війни базувався в Прибалтійському військовому окрузі, поблизу міста Шяуляй.

## Нагороди і почесні найменування
- Сталінградський — за участь у Сталінградській битві.
- Орден Леніна — нагороджений Указом Президії Верховної Ради СРСР у 1943 році.
- Орден Олександра Невського — нагороджений 20 березня 1945 року за зразкове виконання завдань командування під час проведення Східно-Померанської наступальної операції[1].

## Командири
- Герасимов Микола Семенович, майор, підполковник — з 08.1941 по 10.1942 року.
- Бінов Лев Ісакович, старший батальйонний комісар, майор — з 10.1942 по 01.1943 (загинув).
- Моторний Іван Порфирович, капітан, майор — з 01.1943 по 09.1944 року[2].
- Платонов Олександр Олексійович, майор — з 09.1944 по 05.1945 року.